# Йордан Чопела
Йордан Ставре Чопела или Орде Чопела с псевдоним Кулак е югославски комунистически партизанин и народен герой на Югославия.

## Биография
Роден е през 1912 година във Варош. Произлиза от фермерско семейство, което се занимава с отглеждането на тютюн. През 1940 година става член на ЮКП. Работи в Асоциацията на производителите на тютюн. За организиране на стачки срещу монопола върху тютюна и ниските изкупни цени му е пратена повиквателна за военна служба. Там също организира бунт и е изпратен в затвора за три месеца.
След провеждането на операция Ауфмарш 25 и окупацията на Югославия, като член на местния комитет на ЮКП в Прилеп работи за организирането на въстание. Участва в организирането на Прилепския партизански отряд. През януари 1942 по директива на Покрайненския комитет на ЮКП за Македония той е прехвърлен в Битоля, където трябва да подготви формирането на партизански отряд. На 16 юли 1942 година в апартамента на Йордан Чопела в Прилеп е формирана Прилепска военна комисия.
В Битоля българската полиция влиза в следите му. В ранните часове на 9 април 1942 година обграждат къщата, където пребивава. След тежка борба е тежко ранен и заловен.
Обявен е за народен герой на Югославия на 2 август 1949 година.